# Recurvirostridae
Recurvirostridae é uma família de aves pertencente à ordem Charadriiformes Se divide em três gêneros:
- Recurvirostra
  - Alfaiate-comum, Recurvirostra avosetta
  - Alfaiate-americano, Recurvirostra americana
  - Alfaiate-australiano, Recurvirostra novaehollandiae
  - Alfaiate-andino, Recurvirostra andina
- Himantopus
  - Pernilongo-comum, Himantopus himantopus
  - Pernilongo-de-nuca-preta, Himantopus leucocephalus
  - Pernilongo-de-costas-brancas, Himantopus melanurus
  - Pernilongo-de-costas-negras, Himantopus mexicanus
  - Pernilongo-preto, Himantopus novaezelandiae
- Cladorhynchus
  - Pernilongo-de-peito-ruivo, Cladorhynchus leucocephalus